# ピコリン酸
ピコリン酸（Picolinic acid）は、ピリジンの2位の水素がカルボキシル基に置換した化合物である。
ピコリン酸は人体中においてクロム、亜鉛、マンガン、銅、鉄そしてモリブデンなどの元素に対しキレート配位子として作用し、フェニルアラニン、トリプトファンおよびアルカロイドの合成に関係する。
亜鉛と錯体を形成し腸壁から循環器系への亜鉛の透過を促進する。また、実験ではカルシウムの定量的検出にも用いられる。
商業的にはピコリン酸は薬品（特に麻酔薬）の中間生成物として、金属塩はサプリメントとして使われている。

## 異性体
ピコリン酸には構造異性体があり、ピリジン環のどの炭素にカルボン酸が結合するかが異なる。
| 構造式 | 慣用名         | IUPAC名               |            |
| ------ | -------------- | --------------------- | ---------- |
|        | ピコリン酸     | ピリジン-2-カルボン酸 |            |
|        | ニコチン酸     | ピリジン-3-カルボン酸 | ナイアシン |
|        | イソニコチン酸 | ピリジン-4-カルボン酸 |            |

## 生合成
生合成はヒトでは必須アミノ酸のトリプトファンからキヌレニン経路を経てなされる。

## ピコリン酸塩
- ピコリン酸クロム(III)（英語版）
- ピコリン酸亜鉛